# Wanda Wasilewska

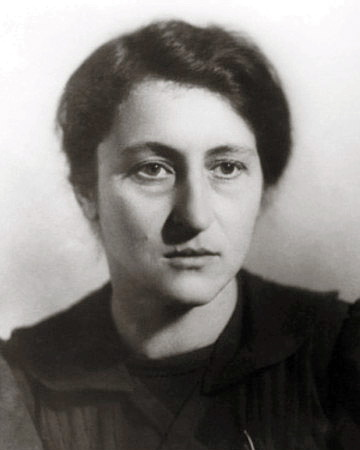
Wanda Wasilewska 2

Wanda Wasilewska (Cracóvia, 21 de janeiro de 1905 – Kiev, 29 de julho de 1964) foi uma novelista a ativista política comunista polonesa e soviética. Teve um importante papel na criação de uma divisão polonesa do exército soviético durante a II Guerra Mundial e na formação da República Popular da Polônia. Ela deixou a Polônia após o ataque alemão ao país em setembro de 1939 e fixou residência na cidade de Lvov, ocupada pelos soviéticos, e depois na URSS.

## Biografia
Filha de um político integrante do Partido Socialista Polonês, estudou filosofia na Universidade de Varsóvia e Língua polonesa e Literatura polonesa na Universidade Jaguelônica, em sua cidade natal. Antes de conseguir o doutorado em 1927, ainda na universidade integrou a União da Juventude Socialista e a Sociedade dos Trabalhadores de Universidades.
Depois que completou os estudos, começou a trabalhar como professora e jornalista para vários jornais de esquerda na Polônia. Ela também se tornou editora de duas revistas mensais para crianças, onde introduziu propaganda soviética, para protestos gerais depois da pulbicação. Apesar de frequentemente criticada por suas opiniões radicais de esquerda, filiou-se ao Partido Socialista ao invés do Partido Comunista, onde em pouco tempo foi promovida para o conselho central. No início de sua carreira política, ela apoiou a união de todos os partidos de esquerda contra o nacionalista Sanacja no poder e foi uma das principais ativistas pelas greves na Polônia. Numa das demonstrações políticas em Cracóvia ela conheceu Marian Bogatko, com quem se casou.
Após a invasão nazista em 1939 e a derrota e partilha do país em zonas ocupadas por alemães e soviéticos, Wanda foi para Lvov, ocupada pelos soviéticos, onde se tornou automaticamente cidadã da União Soviética. A pedido da NKVD, a polícia secreta soviética, a Gestapo ajudou-a a se transferir de Varsóvia, onde morava, para Lvov. Na cidade, tornou-se membro de várias organizações comunistas, unindo os comunistas locais ucranianos e poloneses.
No começo de 1940, Josef Stalin a investiu com um assento no Soviete Supremo da União Soviética. Ela também se tornou presidente do Teatro Dramático de Lvov. Após a invasão alemã da URSS, Wanda fugiu antes da chegada das tropas nazistas e alistou-se no Exército Vermelho, onde atuou como correspondente de guerra e como funcionária do comando político do exército, recebendo a patente de coronel.
Após consultas com Stalin - e provavelmente sob suas ordens - Wanda tornou-se a líder do novo partido  União de Patriotas Poloneses (Związek Patriotów Polskich - ZPP) um governo provisório criado pelos soviéticos com vistas a dirigir uma Polônia comunista. Em 1944, também tornou-se vice-presidente do Comitê Polonês para a Libertação da Polônia, outro governo provisório criado para se opor ao governo polonês no exílio como governo legal da Polônia. Ela defendia a incorporação da Polônia como uma república da União Soviética.
Ao fim da guerra, depois da ocupação da Polônia pela URSS, ela decidiu continuar vivendo na União Soviética, onde se envolveu com o dramaturgo Oleksandr Korniychuk, com quem se mudou para Kiev e renunciou à cidadania polonesa. Apesar de ter limitações na língua russa e ucraniana, Wanda continuou como membro do Soviete Supremo por várias décadas, sem entretanto retornar à vida pública. Morreu aos 59 anos em Kiev, onde encontra-se sepultada no Cemitério de Baikove, o histórico cemitério da cidade.
Durante a vida de Stalin, Wanda era considerada uma escritora clássica de literatura soviética. Vários de seus trabalhos foram incluídos no currículo escolar do país e por três vezes recebeu o Prêmio Stalin de literatura (1943, 1946, 1952), mas após a morte do líder comunista ela foi quase completamente esquecida pelos novos líderes do país.